# Pyramichlamys guadrangulata
Pyramichlamys guadrangulata là một loài tảo trong họ Chlamydomonadaceae, thuộc chi Pyramichlamys.